# Jodenbuurt (Amsterdam)

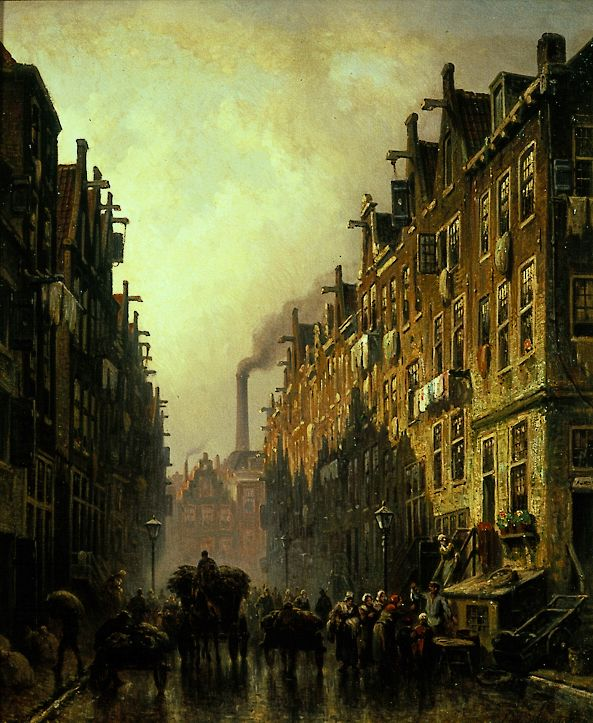
Jodenbuurt in Amsterdam, 1889, Eduard Alexander Hilverdink.

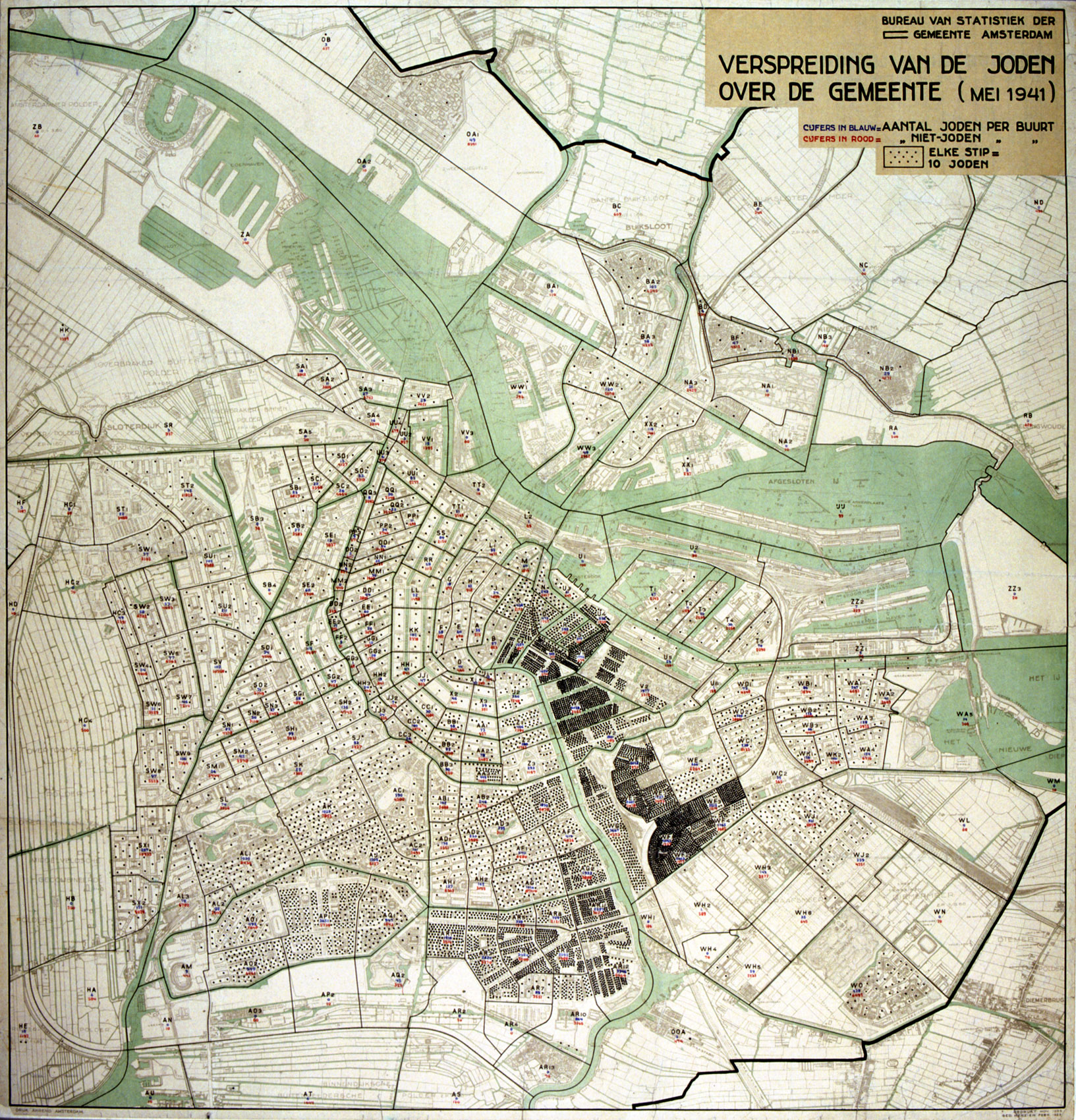
Verspreiding van de Joden over de gemeente Amsterdam per mei 1941 (gemaakt in opdracht van de bezetters)

De Jodenbuurt, ook wel Joodse Buurt of Wijk in Amsterdam, was vanaf de late zestiende eeuw tot de periode van de Jodenvervolging tijdens de Tweede Wereldoorlog, een buurt waar veel Joden woonden. De buurt strekte zich uit langs de Jodenbreestraat, Uilenburg, Vlooienburg, Waterlooplein, Marken,  Rapenburg en Nieuwe Herengracht, later ook Nieuwmarkt, Sint Antoniesbreestraat, de Plantage, Weesperstraat en Weesperplein tot aan de Nieuwe Kerkstraat.

## Geschiedenis

### Ontstaansperiode tijdens de Republiek
In 1593 vestigden zich uit Portugal en Spanje afkomstige, Sefardische Joden in de omgeving van de Amsterdamse Breedestraat en Vloonburg. Enkele jaren eerder had men daar, aan de rand van de stad, vier stadseilanden aangeplempt. Op de nog drassige eilanden Uilenburg, Valkenburg en Rapenburg waren aanvankelijk scheepsbouwbedrijven gevestigd. Op Vlooienburg bouwde men woningen. Na de vierde stadsvergroting in 1663 verplaatste men de scheepsbouwactiviteiten in oostelijke richting en bouwde men ook woningen op Uilenburg, Valkenburg en Rapenburg. In de loop van de zeventiende eeuw vestigden zich ook Asjkenazische Joden uit Centraal-, Oost-, en deels West-Europa in de wijk. In 1612 bestond de gemeenschap uit zo’n 500, in 1672 uit 2500 personen. In 1616 legaliseerde het stadsbestuur de aanwezigheid van Joden.

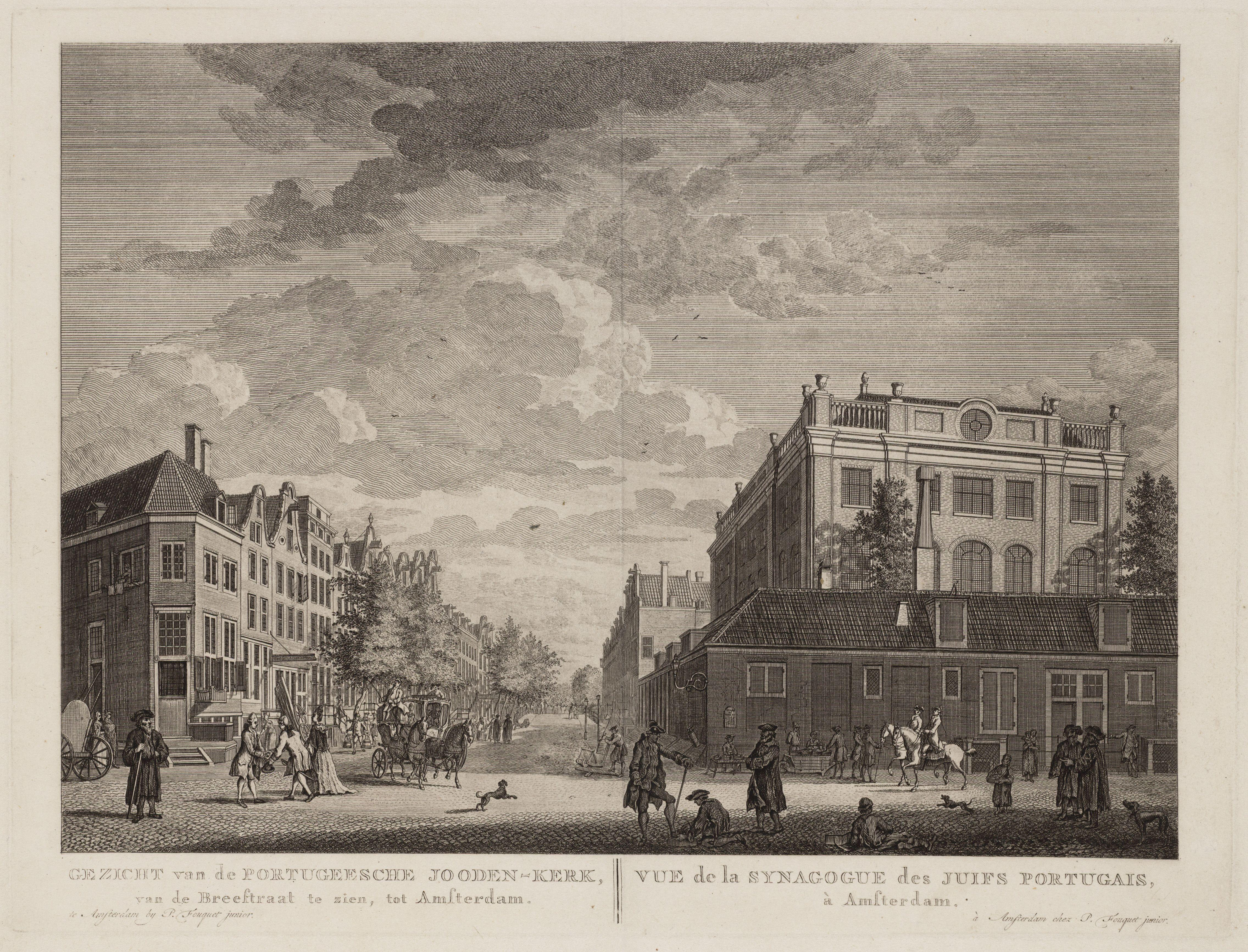
De Portugees-Israëlietische Synagoge gravure, Fouquet-Atlas (1760-1783).

In de protestantse Republiek was het niet toegestaan een andere religie in het openbaar te belijden. In de buurt van de Leprozen- en Houtgracht (nu het Waterlooplein) bouwde men drie, niet vanaf de straat herkenbare, Sefardische synagoges: Bet Jacob tussen 1602 en 1610, Neve Sjalom tussen 1608 en 1612 en Bet Israël, 1618. Vanaf 1622 werken de synagoges samen. In 1639 voegde men de gemeentes samen tot de gemeente Talmud Tora. In hetzelfde jaar opende de eerste openbare synagoge haar deuren aan de voormalige Houtgracht. De in 1671 gebouwde Grote Sjoel vormt tegenwoordig samen met de Obbene Sjoel (1685), de Dritt Sjoel (1700/1778) en de Neie Sjoel (Nieuwe Synagoge) (1750/1752) het Joods Museum. De ook aan het Jonas Daniël Meijerplein grenzende Portugees-Israëlitische Synagoge werd in 1675 geopend. Romeyn de Hooghe maakte diverse prenten ter gelegenheid. De Uilenburger Synagoge aan de Uilenburgerstraat werd in 1765 gebouwd voor de Hoogduitse gemeente.

### Bedrijvigheid en sociale omstandigheden tijdens de Republiek en in de 19e eeuw

De 'Deventer Houtmarkt' – nu J.D. Meijerplein – in 1861, Willem Hekking.

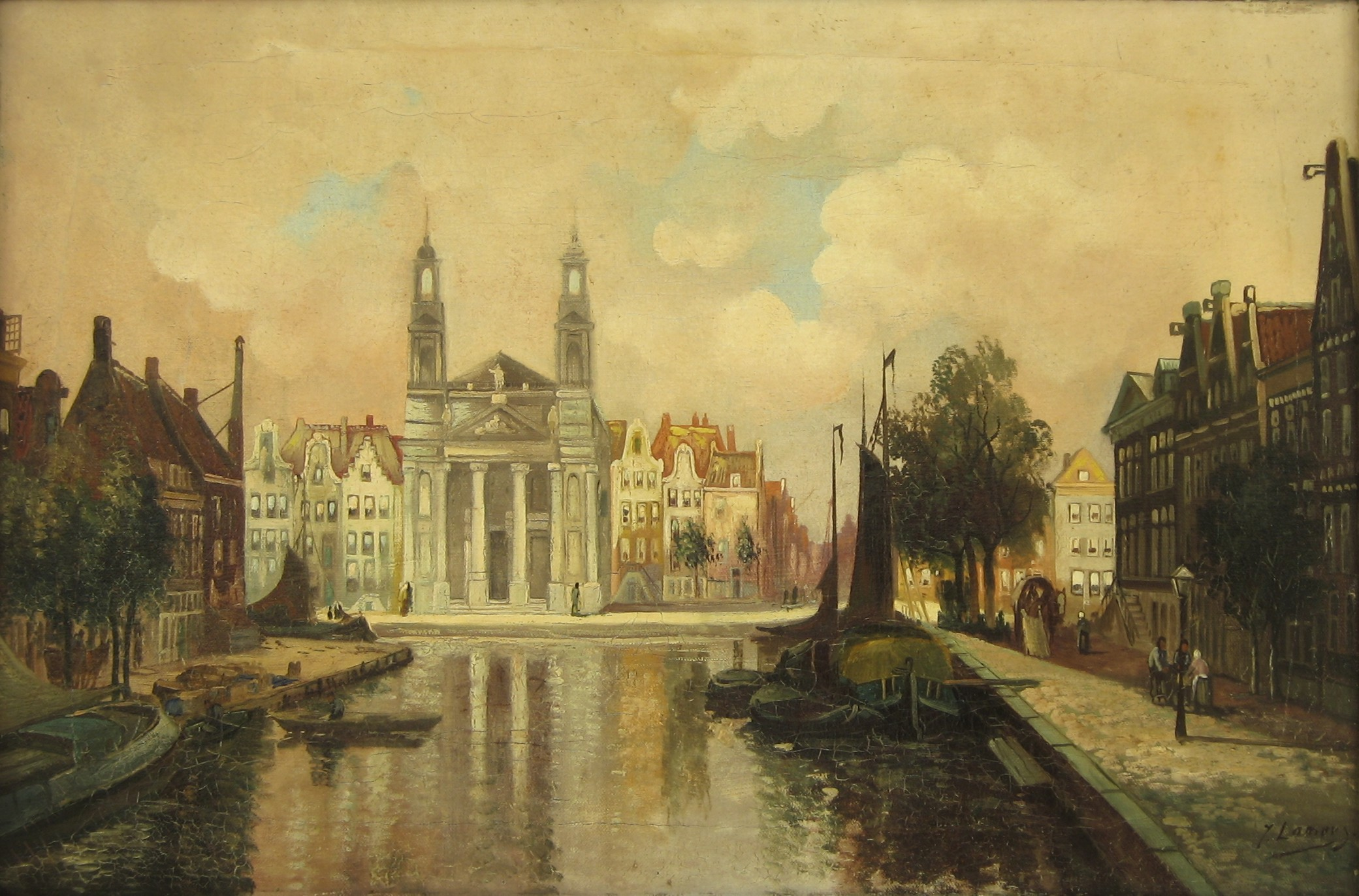
De inmiddels gedempte Leprozengracht met de Mozes en Aäronkerk, J. Lamers 1895, naar Corn. Chr. Dommershuizen (1842-1928).

Bepalingen van de meeste gilden stonden Joden niet toe een ambacht uit te oefenen, al waren er enkele uitzonderingen. De meeste Joden waren actief in de handel en beroepen waarvoor geen gilde bestond. Tot de 18e eeuw ging het veel Sefardim voor de wind. De beter gesitueerden vestigden zich onder meer op de oostelijke grachten. De Nieuwe Herengracht en later ook delen van de Plantage waren geliefde locaties voor welgestelden. Maar het merendeel (in de 18e eeuw twee derde: ca. 20.000) van de Joodse inwoners van Amsterdam woonde onder erbarmelijke omstandigheden op, of in de omgeving van Vlooienburg, Valkenburg/Marken, Uilenburg en Rapenburg.
Joodse marktkooplieden stonden op het Waterlooplein, de Nieuwmarkt en op het Amstelveld. De markt in de Nieuwe Uilenburgerstraat werd vooral op zondagmorgen druk bezocht.
In de 17e eeuw was het bewerken van diamanten als een kleinschalige Sefardische huisnijverheid begonnen. In de 19e eeuw werd Amsterdam een internationaal centrum voor de diamant-handel en -industrie. In de buurt lagen meerdere diamantslijperijen. Aan de Zwanenburgerstraat 12 (de voormalige verlenging van de Staalstraat) lag de stoomslijperij van Coster. In de Verversstraat op 57 lag de slijperij van J.M. Beffie (J.W. Meyer1884). Slijperij Van Moppes (na 1884 uitgebreid door J.W. Meyer) lag aan de Plantage Middenlaan 14 en de diamantslijperij van R.C. Ziekenoppasser aan de Paardenstraat op 11-13. In 1879 bouwde men in de zuidoosthoek van Uilenburg, naar ontwerp van J.W. Meyer, de slijperij Boas. Dit was de grootste door stoom aangedreven diamantslijperij in Europa. Aan de Nieuwe Achtergracht stonden vier bedrijven; slijperij Benjamin A. Soep (G. van Arkel, 1906) lag op nummer17-23, op nummer 104-104a de slijperij Coëlho (J.W. en G.W. Meijer 1887) en op 134-138 de slijperij Van Weeren Frères (L. Vernooys 1888), voor Benoit en Jacques van Weerden en S.E. Slijper jr., met 163 slijpmolens. De Diamantslijperij-Maatschappij (1846/1870) op nummer 168 gold na 1893 als de oudste en grootste.
De in 1894 opgerichte Algemene Nederlandse Diamantbewerkersbond kwam voort uit een der eerste vakbonden. In 1900 verrees het monumentale vakbondsgebouw bekend als de Burcht van Berlage aan de voormalige Plantage Franschelaan. (In 1945 vernoemd naar de eerste voorzitter van de bond: de Henri Polaklaan.) Tegenover het vakbondsgebouw stond het PIZ ; het Portugees Israëlitisch Ziekenhuis.
Aan het Weesperplein tegenover de Diamantbeurs (1910 Gerrit van Arkel) bouwde men het verpleegtehuis De Joodse Invalide (1924 Harry Elte). De uitbreiding in de stijl van de nieuwe zakelijkheid aan de Nieuwe Achtergracht 100 (Jan Frederik Staal) werd in 1937 ingewijd. Het NIZ (Nederlands Israëlitisch Ziekenhuis) lag aan de Nieuwe Keizersgracht 104-114. Het CIZ (Centrale Israëlietische Ziekenverpleging), gebouwd in 1915, stond in de Jacob Obrechtstraat.
Ook gedurende de 19e en het begin van 20e eeuw heerste bittere armoede in de sloppen van het deel van de buurt – gelegen tussen het Centraal Station, de Kloveniersburgwal, Waterlooplein, Valkenburgerstraat en Prins Hendrikkade – dat men in de volksmond de Jodenhoek noemde. De levensomstandigheden in dit overbevolkte deel van de buurt waren schrijnend. Een initiatief van de, ter verbetering van de omstandigheden van Joodse Amsterdammers in 1869 opgerichte vereniging Handwerkers Vriendenkring resulteerde in 1895 in de oprichting van het eerste Amsterdamse ziekenfonds.

### Ontwikkelingen 1900-1940

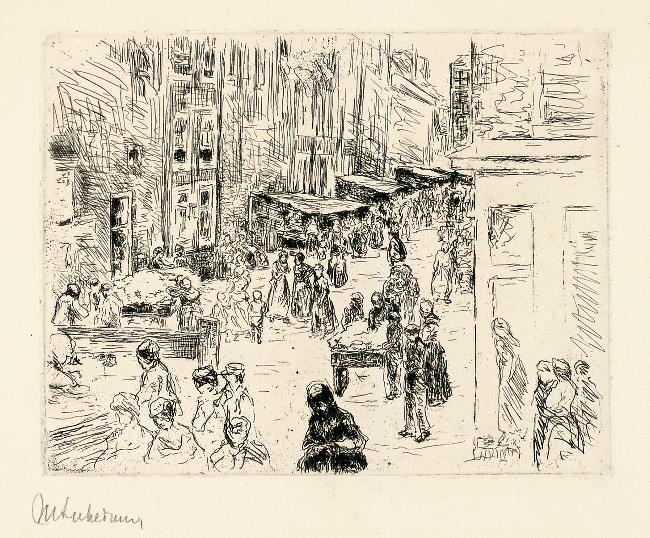
Judenstraße in Amsterdam Max Liebermann (1906).

In 1901 kreeg de stad een dienst Bouw- en Woningtoezicht. Een jaar later maakte de Woningwet het mogelijk verwaarloosde panden onbewoonbaar te verklaren, te onteigenen en te slopen. In 1908 omvatte een gemeentelijk plan onder meer het dempen van de Marken- en Uilenburgergracht en het tot één straat samensmelten van de verkrotte Batavierstraat en de Uilenburgerstraat. De toenemende woningnood en verschillen van inzicht rond onteigeningen, onbewoonbaarverklaringen, en herhuisvesting vertraagden de verbeteringsplannen. Het zou tot in de jaren twintig duren voor de sanering, mede dankzij de inspanning van wethouder Monne de Miranda, kon worden voortgezet. Op de hoek van de brede Nieuwe Uilenburgerstraat verrees in 1920 een gemeentelijk badhuis In 1927 bouwde de gemeente in samenwerking met het Bouwfonds Handwerkers Vriendenkring naar een ontwerp van Jan Hendrik Mulder Jr. (1888-1960) op Uilenburg een blok van 72 woningen in de stijl van de late Amsterdamse School. Toen Valkenburg, de Joden Houttuinen, Rapenburg en de destijds beruchte Foeliestraten op de schop moesten stuitte men op een financieringsprobleem; de gemeente en het Rijk verschilden van mening over de vraag in welke mate de plannen verbetering van de verkeersinfrastructuur of verbetering van de volkshuisvesting beoogden. In 1940 waren de saneringsplannen ook daardoor maar voor een deel gerealiseerd.
Velen verkozen de nieuwe buurten als de naar stedenbouwkundige ideeën van Samuel Sarphati ontstane woonwijk De Pijp, de Watergraafsmeer en de in de eerste decennia van de 20e eeuw ontwikkelde Transvaalbuurt en de Rivierenbuurt. Een toenemend aantal leden van de Joodse middenklasse, assimilerende Joden en gemengd-gehuwden vestigden zich verspreid over de stad. In en om de Weesperstraat en de ‘Afrikaansche buurt’ behoorde meer dan de helft van de bewoners tot het Nederlands- of Portugees-Israëlitisch Kerkgenootschap. In en om de Plantage, de Muiderschans en de Weesperzijde was dat zo’n 40% en in de Oosterparkbuurt en de Noorder en Zuider Amstellaan en omstreken ongeveer een derde. In een tiental andere wijken varieerden de percentages tussen de 5 en 30%. De gezinsomvang van Joodse huishoudens buiten de oude Jodenbuurt daalde gemiddeld sterker dan die in de oorspronkelijke Jodenbuurt. In de oude buurt nam het aantal niet-joodse bewoners toe. In 1940 was ongeveer 50% joods.

### Tweede Wereldoorlog
Vanaf 1941 verplichtte de Duitse bezetter alle Nederlanders van veertien jaar en ouder een persoonsbewijs te bezitten. Ambtenaren en mensen werkzaam in het onderwijs moesten een ariërverklaring overleggen en ‘personen van geheel of gedeeltelijk joodschen bloede’ dienden zich te laten registreren. Als onderdeel van de lange reeks stap voor stap geïntroduceerde racistische verordeningen was het Joden sinds 1941 verboden zonder toestemming te reizen of te verhuizen. Sinds mei 1942 was het Joden verplicht op hun kleding een zespuntige gele ster met daarin het woord "jood" te dragen.
In februari 1941 greep de Duitse bezetter een knokpartij, waarin een NSB'er dodelijk verwond was geraakt, aan om de Jodenhoek (tussen het Centraal Station, de Kloveniersburgwal, Waterlooplein, Valkenburgerstraat en Prins Hendrikkade) enige tijd af te sluiten. Hier woonden meer dan 25.000 Joden. Niet alleen kwamen er bordjes met het opschrift “Judenviertel / Joodsche Wijk”, ook werden versperringen aangebracht, bruggen opgehaald en wachtposten van de Nederlandse en Duitse politie geplaatst. In dezelfde maand vond in de buurt de eerste razzia plaats. De bevolking in Amsterdam en sommige andere plaatsen protesteerden hiertegen met de Februaristaking.
Hoewel de afsluiting van de Joodse Wijk tijdelijk was, bleven de bordjes staan en het beleid om de Joden te concentreren in een beperkt gebied ging door. Veel Joden die in andere plaatsen woonden, werden verplicht om naar Amsterdam te verhuizen, en dan in het bijzonder in de Jodenhoek. Dit was een tussenstap naar deportatie. Vele Joodse inwoners van Nederland en van de Jodenbuurt werden in de periode tussen augustus 1942 en september 1943 aangehouden tijdens razzia’s. De bewoners van dit deel van Amsterdam werden door de bezetter bijeengebracht in de Hollandse Schouwburg aan de Plantage Middenlaan en van daaruit gedeporteerd. Tienduizenden Joodse Amsterdammers werden in concentratie- en vernietigingskampen ter dood gebracht; bij benadering 75% van alle Amsterdamse Joden. Ongeveer de helft van hen kwam om in Auschwitz, een derde in Sobibor, de overige slachtoffers in kampen als Mauthausen en Bergen-Belsen.
Na de deportaties stond de buurt grotendeels leeg. Tramlijn 8, die sinds 1905 het Centraal Station via de Nieuwmarkt, het Waterlooplein en het Weesperplein verbond met de Van Woustraat en later de Rivierenbuurt, werd in de zomer van 1942 opgeheven.
In de Hongerwinter 1944-1945 sloopte de hongerende Amsterdamse bevolking het hout uit de leegstaande panden om het in noodkacheltjes te kunnen branden. De synagogen aan het Jonas Daniël Meijerplein bleef dit lot niet bespaard. Men ontdeed de sjoels van bijna al het hout, inclusief de galerijen en zelfs drie van de vier Heilige Arken (Aron hakodesj, kast of nis waarin de thorarollen) De heilige ark van de Grote Sjoel is bewaard gebleven; deze is van marmer.

#### Herdenkingen en gedenktekens
Het Nederlands Auschwitz Comité organiseert jaarlijks op de laatste zondag in januari de Nationale Holocaust Herdenking bij het Auschwitzmonument in het Wertheimpark. Sinds 1988 staat voor de Stopera op het Waterlooplein, hoek Amstel / Zwanenburgwal een monument met de tekst: Ter herinnering aan het verzet van Joodse burgers gevallen in 1940-1945 5700-5705. Een gedenkteken aan de Amstel hoek Zwanenburgwal met de tekst ... Niemand keerde weer. Hun nagedachtenis zij tot zegen, omlijnt de plaats waar het jongensweeshuis Magadlé Jethomin stond. De Hollandsche Schouwburg aan de Plantage Middenlaan 24 werd ingericht als monument ter herinnering aan hen die van hier werden weggevoerd. Aan de gevel van de, als Nationaal Holocaustmuseum ingerichte voormalige Hervormde Kweekschool aan de Plantage Middenlaan 27, is een reliëf aangebracht met een tekst die herinnert aan hen die hier hielpen kinderen voor deportatie te behoeden. Een plaquette aan de Plantage Kerklaan 36 vermeldt de namen van de leden van de verzetsgroep, die in 1943 streden en vielen bij de vernieling van het bevolkingsregister. Een plaquette op de J.C. Ammanschool aan het Hortusplantsoen 2 herinnert aan: de Joodse leerlingen en leerkrachten vervolgd door de Duitse bezetter. Het monument Schaduwkade aan de Nieuwe Keizersgracht tussen Amstel en de Weesperstraat gedenkt de gedeporteerde bewoners in 35 huisnummer- en 200 naambordjes. Een gedenkplaat aan het gebouw van de G.G. en G.D. aan de Nieuwe Achtergracht 100 herinnert aan hen van onze dienst die in de jaren 1940-1945 vielen als slachtoffers. Aan de gevel van De Joodse Invalide, Weesperplein 3, herinnert een plaquette aan de bewoners door den vijand ten dode weggevoerd.

### Na de Tweede Wereldoorlog

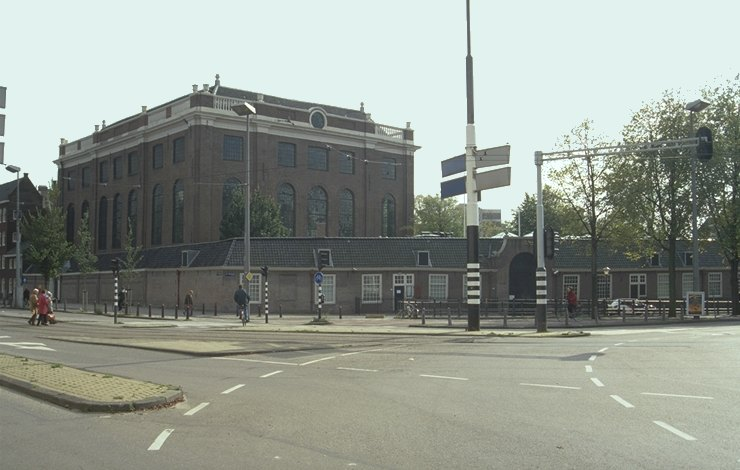
Portugees-Israëlietische Synagoge aan het Mr. Visserplein.

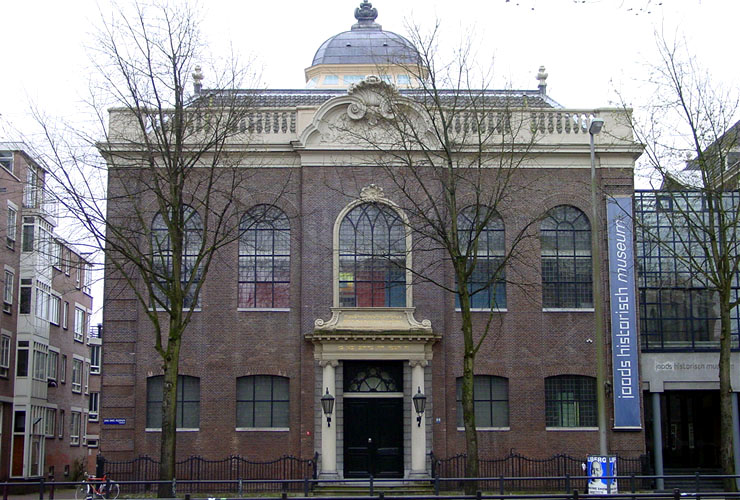
De Nieuwe Synagoge (1752) / Joods Museum aan het J.D. Meijerplein.

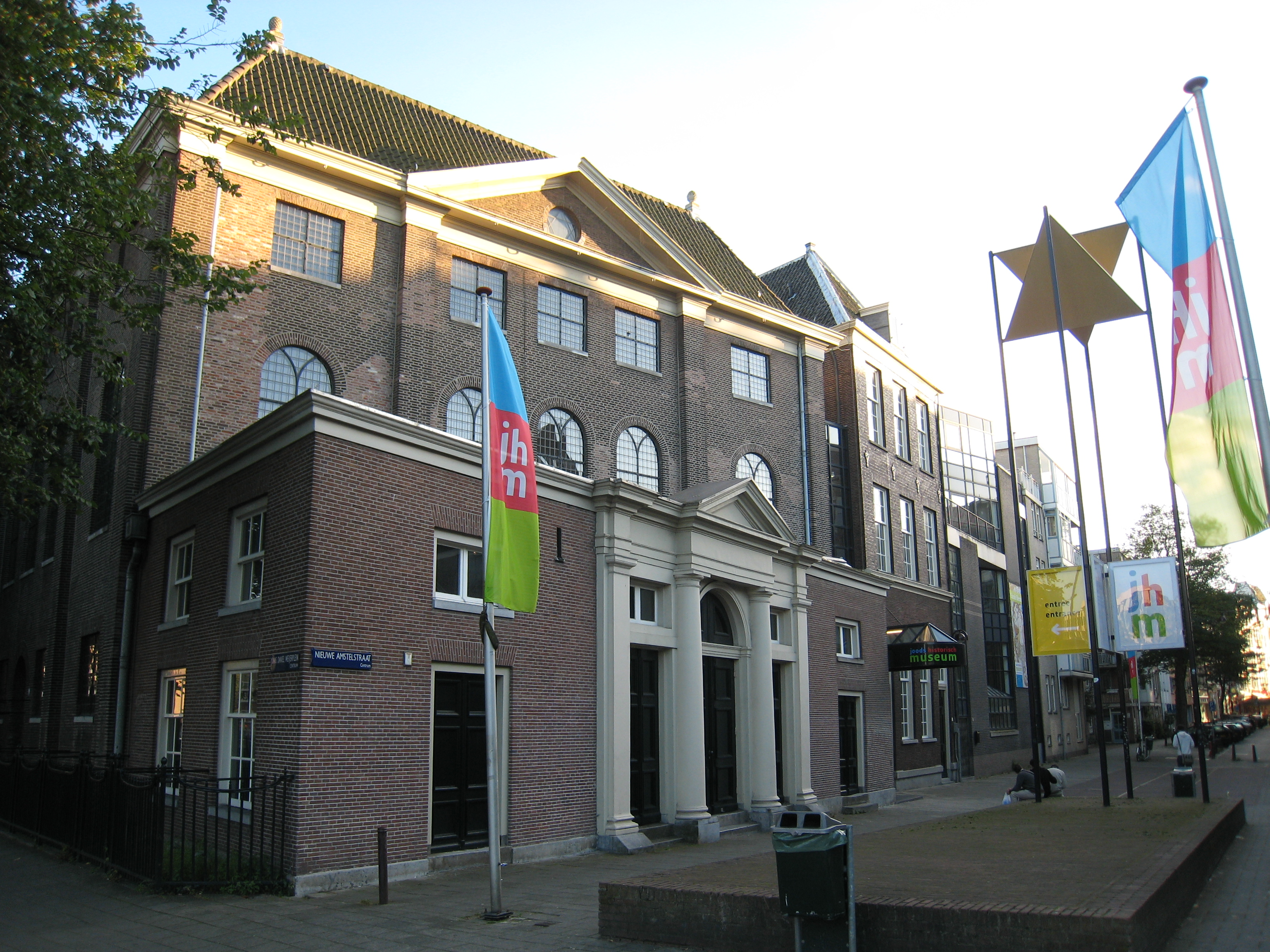
De Grote Synagoge (1671) / Joods Museum.

Na de bevrijding van de Duitse bezetting in 1945 was de buurt verlaten en verwaarloosd. Het stadsbestuur maakte plannen voor sanering en presenteerde in 1953 een plan voor een brede verkeersweg langs de route Weesperplein – Weesperstraat – Nieuwmarktbuurt – Prins Hendrikkade. Dit plan werd niet gerealiseerd, maar veel huizen in het gebied werden in de jaren vijftig, zestig en zeventig alsnog gesloopt. De sloop van woningen, die moesten wijken voor de tunnelbouw van het tracé van de Oostlijn van de Amsterdamse metro leidde in 1975 tot de Nieuwmarktrellen.
Van de laat-16e-eeuwse kunstmatige eilanden in het hart van de oude Jodenbuurt is slechts Uilenburg nog door water omgeven. De aanleg van de IJ-tunnel (1957-1968) vereiste op Rapenburg een doorbraak van de gevelwand van de Prins Hendrikkade. De herstructurering en schaalvergroting van het gebied op het oude Valkenburg creëerde de toegangsweg: de Valkenburgerstraat. Op het voormalige Vlooienburg maakte het grootste deel van de bebouwing van het oude Waterlooplein na rijp beraad plaats voor de Stopera (stadhuis en muziektheater) (Cees Dam en Wilhelm Holzbauer, 1982-86). Ook van Marken resten slechts namen: op de in 1968 gedempte Markengracht (nu: de westzijde van de Rapenburgerstraat) ligt het appartementencomplex Markenhoven (Atelier Pro 1999 ). Aangrenzend ligt de Nederlandse Filmacademie (Coen van Velsen, 1999) met de groenige gevel naar het Mr. Visserplein en haar ingang aan het nieuwe Markenplein. De, in de jaren 1950-1960 verbrede Muiderstraat is sinds de herinrichting van het Mr. Visserplein (2009) afgesloten voor autoverkeer.
Het Joods (Historisch) Museum was sinds 1933 gehuisvest in de Waag op de Nieuwmarkt. Na door de Duitsers te zijn gesloten, werd het in 1955 heropend en toonde men een deel van de oude collectie. In 1987 verhuisde het museum naar het Hoogduitse Synagogencomplex aan het Jonas Daniël Meijerplein. De overdekte ruimte tussen de vier in 18e-eeuwse staat teruggebrachte synagogen vormt de ingang van het museum aan de Nieuwe Amstelstraat. Het Burgemeester Tellegenhuis, bijgenaamd het Maupoleum (P. Zanstra, 1971), dat men in 1971 aan de Jodenbreestraat bouwde, maakte in 1995 plaats voor een winkelgalerij en het hoofdstedelijke kantoor van de Dienst Ruimtelijke Ordening (Philips Pensioenfonds, Teun Koolhaas ).
Op de plek waar in de oorlogsjaren het film- en variététheater het Tip Top Theater (hoek Uilenburgersteeg / Jodenbreestraat, Z.Gulden en M. Geldmaker, 1913 ) tot puin was vergaan bouwde men in 1996 de Amsterdamse Theaterschool (Bentvelsen Fleer Architecten). Het daarachter gelegen monumentale badhuis in de stijl van de Amsterdamse School uit 1920 aan de Nieuwe Uilenburgerstraat 116 werd in 2012 verbouwd (MTB architecten E. de Wild) tot het Muziekgebouw Splendor. De Uilenburger Synagoge was na de oorlog enige tijd in gebruik als gemeentelijke opslag voor historische bouwmaterialen en restauratie-atelier. Het gebouw is door de gemeente Amsterdam overgedragen aan de Stichting Uilenburgersjoel en sinds 1997 in gebruik door de progressief-joodse gemeente Beit Ha'Chidush. De diamanthandel keerde terug op Uilenburg. Het monumentale neoclassicistische gebouw van de voormalige ‘stoomdiamantslijperij’ van de gebroeders Boas, dat met ketelhuis en schoorsteen aan een binnenplaats tussen de Nieuwe Uilenburgerstraat en de Uilenburgergracht ligt, is sinds 1989 in bezit van diamant- en juwelenhandel Gassan Diamonds.
Te midden van grootschalige nieuwbouw op de Roeterseilandcampus biedt het grondig verbouwde pand van de Diamantslijperij Maatschappij aan de Nieuwe Achtergracht onderdak aan het het cultureel studentencentrum Crea.
In Gebouw Plancius, dat in 1876 op initiatief van de Joodse zangvereniging Oefening Baart Kunst aan de Plantage Kerklaan 61 werd gebouwd, is sinds 1999 het Verzetsmuseum Amsterdam gevestigd.
Het door leden van de invloedrijke familie de Pinto bewoonde monumentale Huis De Pinto aan de Sint Antoniesbreestraat, dat in 1975 op de nominatie voor sloop stond, bleef behouden. Daardoor behield de straat hier het smalle profiel dat herinnert aan vroeger tijden. Ertegenover, rond de Zuiderkerk, ligt het complex Pentagon (Theo Bosch en J. van Berge, 1978). Sinds 2008 staat voor de Stopera op het Waterlooplein / hoek Zwanenburgwal een standbeeld voor de in 1656 uit de Sefardische gemeente verstoten filosoof Baruch de Spinoza.
Na de herbouw leefde de buurt weer op. Hoewel er monumenten bewaard zijn gebleven herinnert nog weinig aan het specifieke joodse karakter van de oude buurt.

## Bekende gebouwen in de Jodenbuurt
- Gassan Diamonds
- Gebouw Plancius
- Hollandsche Schouwburg
- Huis de Pinto
- Joods Museum
- Nederlands Israëlitisch Meisjesweeshuis
- Portugees-Israëlietische Synagoge
- Rembrandthuis
- Uilenburger Synagoge